# Enteromius olivaceus
Enteromius olivaceus é uma espécie de peixe actinopterígeo da família Cyprinidae.
Apenas pode ser encontrada na Tanzânia.
Os seus habitats naturais são: rios.